# Advance Australia Fair
Advance Australia Fair službena je himna Australije. Skladatelj joj je Peter Dodds McCormick, a prvi puta je izvedena 1788. Službena himna je postala tek 1984., a u međuvremenu je izvođena u Australiji kao domoljubna pjesma. Da bi postala službena himna morala se suočiti s Kraljevskom himnom God Save the Queen i »neslužbenom himnom« Waltzing Matilda.

## Riječi
Da bi postala službena himna, Ujedinjeno Kraljevstvo je zahtijevalo promjenu nekih stihova. Na primjer:

prvi stih: Australia's sons let us rejoice u Australians all let us rejoice. 

To make this youthful Commonwealth u To make this Commonwealth of ours.

### Advance Australia Fair – Službena verzija
Australians all let us rejoice,

For we are young and free;

We've golden soil and wealth for toil,

Our home is girt by sea;

Our land abounds in Nature's gifts

Of beauty rich and rare;

In history's page, let every stage

Advance Australia fair!

In joyful strains then let us sing,

»Advance Australia fair!«

Beneath our radiant Southern Cross,

We'll toil with hearts and hands;

To make this Commonwealth of ours

Renowned of all the lands;

For those who've come across the seas

We've boundless plains to share;

With courage let us all combine

To advance Australia fair.

In joyful strains then let us sing

»Advance Australia fair!«

Grubi prijevod na hrvatski:
Radujmo se svi Australci
Jer mi smo jedno i slobodni
Imamo zlatnu zemlju i bogatstvo za trud
Naš dom je okružen morem
Naša je zemlja bogata darovima prirode
Ljepota bogatih i rijetkih
Na stranici povijesti neka svaka faza Australija prilično napreduje
Onda pjevajmo u radosnom zanosu
»Australija prilično napreduje«.

Ispod našeg slavnog
Južnog križa
Radimo puno srcem i rukama
Da ovo bude naša država
Poznat svim drugim zemljama
Za one koji su došli preko mora 
Imamo goleme ravnice koje dijelimo
Ujedinimo se hrabro
Neka Australija pošteno napreduje
Onda zapjevajmo u radosnom zanosu
»Australija prilično napreduje«.

### Originalni tekst
Australia's sons let us rejoice,

For we are young and free;

We've golden soil and wealth for toil,

Our home is girt by sea;

Our land abounds in Nature's gifts

Of beauty rich and rare;

In history's page, let every stage

Advance Australia fair!

In joyful strains then let us sing,

»Advance Australia fair!«

When gallant Cook from Albion sail'd,

To trace wide oceans o'er,

True British courage bore him on,

Till he landed on our shore.

Then here he raised Old England's flag,

The standard of the brave;

With all her faults we love her still,

»Britannia rules the wave!«

In joyful strains then let us sing

»Advance Australia fair!«

Beneath our radiant southern Cross,

We'll toil with hearts and hands;

To make this youthful Commonwealth

Renowned of all the lands;

For loyal sons beyond the seas

We've boundless plains to share;

With courage let us all combine

To advance Australia fair.

In joyful strains then let us sing

»Advance Australia fair!«

While other nations of the globe

Behold us from afar,

We'll rise to high renown and shine

Like our glorious southern star;

From England, Scotia, Erin's Isle,

Who come our lot to share,

Let all combine with heart and hand

To advance Australia fair!

In joyful strains then let us sing

»Advance Australia fair!«

Shou'd foreign foe e'er sight our coast,

Or dare a foot to land,

We'll rouse to arms like sires of yore

To guard our native strand;

Britannia then shall surely know,

Beyond wide ocean's roll,

Her sons in fair Australia's land

Still keep a English soul.

In joyful strains then let us sing

»Advance Australia fair!«

## Vanjske poveznice
- Advance Australia Fair – Julie Anthony Vocal MP3 (1.12 MB)
- Advance Australia Fair – Royal Australian Air Force Central Band Instrumental MP3 (1.5 MB)